# Огури, Кохэй
Кохэй Огури  (яп. 小栗　康平 Огури Ко:хэй,  род. 29 октября 1945) — японский кинорежиссёр, сценарист и эссеист. Окончил филологический факультет Университета Васэда (специальность драматургия). Наиболее значительная картина — «Жало смерти» (1990). Немногочисленные работы, на создание каждой из которых Огури отдаётся до 5-10 лет, отличаются выверенностью деталей и особой поэтичностью языка на фоне периферийности словесного и сюжета, несмотря на то, что первые три фильма поставлены по литературным произведениям. Лауреат премий Жоржа Садуля, Московского и Каннского кинофестивалей, а также ряда других наград.

## Биография
Родился в г. Маэбаси префектуры Гумма, там же окончил школу. После окончания Университета Васэда стал пробовать себя в кинематографе, принимая участие в съёмках фильмов жанра «пинку эйга» (малобюджетной японской эротики). Вскоре, однако, от «пинку эйга» отошёл и начал работать под началом режиссёра Кирио Ураяма. В качестве ассистента режиссёра участвовал в съёмках картин того же Ураямы, а также режиссёров Нобухико Обаяси и Масахиро Синода. В 1973 году выступил как режиссёр телевизионного фантастического фильма «Зона людей-метеоров» (流星人間ゾーン).
Полноценный режиссёрский дебют состоялся в 1981 году с принёсшей Огури международную известность черно-белой картиной «Мутная река», снятой по мотивам одноимённой повести Тэру Миямото. За «Мутной рекой» последовала лента «Каяко ради» (伽倻子のために, 1984), ставшая экранизацией произведения японского писателя корейского происхождения Ли Хёсона. Новаторский по своего построению фильм о трагедии любви молодого корейца и японки и дискриминации в японском обществе ознаменовал формирование индивидуального стиля Огури с его тяготением к поэтике визуального ряда и вторичностью текста.
Высшей точкой творчества Огури считается картина «Жало смерти» (死の棘, 1990), созданная на основе одноимённого произведения Тосио Симао. Известно, что ещё при жизни писателя (1917—1986) с предложениями экранизировать «Жало смерти» обращались Нагиса Осима, Масахиро Синода и другие видные режиссёры, получившие, однако, категоричный отказ. Огури, отчасти благодаря произвёдшей благоприятное впечатление на Симао своей дебютной «Мутной реке», это разрешение было дано. Картина была завершена уже после смерти писателя. Фильм был удостоен гран-при Каннского кинофестиваля. Тонкое и многогранное переплетение сюрреалистических образов и повседневности, присутствующее у Симао, было мастерски переосмыслено на языке кинематографа. Одну из ключевых ролей в развитии образной системы фильма сыграла музыка композитора-авангардиста Тосио Хосокава.
В 1996 году Огури завершил работу над фильмом «Спящий» (眠る男), медитативное погружение в повседневное течение событий, разворачивающихся вокруг главного героя, впавшего в летаргический сон. Героем его можно назвать лишь условно, но, не принимая непосредственного участия в действии, он является его немым центром. Фильм был снят на родине режиссёра в префектуре Гумма полностью на средства её жителей. Музыку для картины вновь написал Хосокава.
Последней на настоящее время работой Огури стала картина «Погребённый лес» (埋もれ木, 2005), в которой режиссёр вновь обратился к теме двойственности реальности и вымысла. Музыкальным лейтмотивом фильма стала «Песнь Силуана» Арво Пярта.
Последние годы много времени уделяет повышению кинематографической грамотности населения и популяризации самой этой идеи, выступая как лектор и автор публикаций на эту тему.

## Фильмография
- 1981 — «Мутная река» (泥の河), режиссёр
- 1984 — «Каяко ради» (伽倻子のために), режиссёр и сценарист
- 1990 — «Жало смерти» (死の棘), режиссёр и сценарист
- 1996 — «Спящий» (眠る男), режиссёр и сценарист
- 2005 — «Погребённый лес» (埋もれ木), режиссёр и сценарист
- 2015 — «Леонардо Фудзита» (FOUJITA), режиссёр и сценарист

## Публицистика
- «Душераздирающе и пронзительно» (哀切と痛切, 1987, ISBN 458276164X)
- «Смотреть и быть» (見ること、在ること, 1996, ISBN 4582282334)
- «Глаза, которыми мы смотрим фильм» (映画を見る眼, 2005, ISBN 4140810513)
- «Развёртывание времени» (時間をほどく, 2006, ISBN 4022502118)

## Награды
- 1990 — Гран-при Каннского кинофестиваля за «Жало смерти».
- 2009 — На Ереванском международном кинофестивале «Золотой абрикос» был удостоен премии «Мастер своего дела»